# Орден «За боевой подвиг»
Орден «За боевой подвиг» (вьет. Huân chương Chiến công) — седьмой по значимости орден Социалистической Республики Вьетнам.

## Описание
Орденом «За боевой подвиг» награждаются лица, военнослужащие или коллективы, совершившившие подвиг на войне и военной службе.
Орден был учреждён 15 мая 1947 года.
Орден состоит из трёх степеней: I — три звезды, II — две звезды, III — одна звезда.